# Мешер
Мешер (порт. Mexer, нар. 8 вересня 1987, Мапуту) — мозамбіцький футболіст, захисник турецького клубу «Бандирмаспор» та національної збірної Мозамбіку.
Виступав, зокрема, за клуби «Дешпортіву ді Мапуту», «Насьонал» та «Ренн».

## Клубна кар'єра
У дорослому футболі дебютував 2006 року виступами за команду клубу «Дешпортіву ді Мапуту», в якій провів три сезони. 
Своєю грою за цю команду привернув увагу представників тренерського штабу клубу «Спортінг», до складу якого приєднався 2009 року. У лісабонському клубі провів наступний сезон своєї ігрової кар'єри, однак на поле не виходив.
У 2010 році перейшов на правах оренди до клубу «Ольяненсі», у складі якого провів наступні два роки своєї кар'єри гравця. 
З 2012 року два сезони захищав кольори команди клубу «Насьонал». Більшість часу, проведеного у складі «Насьонала», був основним гравцем захисту команди.
Влітку 2014 року перейшов до французького «Ренна», вартість трансферу становила 2,2 мільйона євро. За команду з Ренна грав протягом п'яти сезонів, зокрема, дебютувавши в Лізі Європи в сезоні 2018/19. У тому ж сезоні допоміг клубу виграти Кубок Франції, зрівнявши рахунок у фінальному матчі проти «Парі Сен-Жермен».
До складу клубу «Бордо» приєднався 1 липня 2019 року. Станом на 23 грудня 2019 року відіграв за команду з Бордо 16 матчів у всіх змаганнях.

## Виступи за збірну
У 2007 році дебютував в офіційних матчах у складі національної збірної Мозамбіку.
У складі збірної був учасником Кубка африканських націй 2010 року в Анголі.

## Титули і досягнення
- Володар Кубка Франції (1):

«Ренн»: 2018-19